# Natalla Stasiuk
Natalla Wiktorauna Stasiuk (biał. Наталля Віктараўна Стасюк; ur. 21 stycznia 1969 w Hamlu) – białoruska wioślarka. Brązowa medalistka olimpijska z Atlanty.
Brała udział w dwóch igrzyskach olimpijskich (IO 92 – w barwach WNP, IO 96 – jako reprezentantka Białorusi). Brązowy medal w 1996 wywalczyła w ósemce. Na mistrzostwach świata zdobyła dla ZSRR srebrny medal w ósemce w 1991. Dla Białorusi z kolei brązowy krążek w czwórce bez sternika w 1995. 